# Costa (Familienname)
Costa ist ein ursprünglich ortsbezogener italienischer, portugiesischer und spanischer Familienname, der eine an einer Küste oder einem Flussufer lebende Person bezeichnete (abgeleitet von ital./span. costa = Küste).

## Namensträger

### A
- Achille Costa (1823–1898), italienischer Entomologe
- Adam Lopez Costa (* 1972), australischer Popmusiker und Opernsänger, siehe Adam Lopez
- Adelino Amaro da Costa (1943–1980), portugiesischer Politiker
- Adérito Hugo da Costa (* 1968), osttimoresischer Politiker
- Adrian Costa (* 1972), australischer Freestyle-Skier
- Adrien Costa (* 1997), US-amerikanischer Radrennfahrer
- Affonso Da Costa, brasilianischer Offizier
- Afonso Costa (1871–1937), portugiesischer Politiker
- Afrânio da Costa (1892–1979), brasilianischer Sportschütze
- Alain Da Costa (* 1993), französischer Poolbillardspieler
- Alexandre Manuel Costa Ruas (* 1956), portugiesischer Radrennfahrer
- Albert da Costa (1927–1967), US-amerikanischer Opernsänger (Tenor)
- Albert Costa (Tennisspieler) (* 1975), spanischer Tennisspieler
- Albert Costa (Rennfahrer) (* 1990), spanischer Rennfahrer
- Alberto Costa (Bischof) (1873–1950), italienischer Bischof und Erzbischof
- Alberto Costa (Politiker) (* 1971), britischer Politiker
- Alberto Costa (* 1985), argentinischer Fußballspieler, siehe Tino Costa
- Alberto Costa (Fußballspieler, 2003) (Alberto Oliveira Baio; * 2003), portugiesischer Fußballspieler
- Alberto da Costa Pereira (1929–1990), portugiesischer Fußballspieler
- Alberto Bernardes Costa (* 1947), portugiesischer Jurist und Politiker (PS)
- Alberto Gonçalves da Costa (* 1980), indonesischer Fußballspieler, siehe Beto (Fußballspieler, 1980)
- Alda Costa (1876–1944), italienische Lehrerin und politische Aktivistin
- Aldo Costa (* 1961), italienischer Ingenieur
- Alexandre Martins Costa (* 1979), portugiesischer Fußballspieler, siehe Alex (Fußballspieler, 1979)
- Alexandrina Maria da Costa (1904–1955), portugiesische Mystikerin, siehe Alexandrina von Balazar
- Alfredo Costa (Sänger) (1874–1913), italienischer Opernsänger (Bariton)
- Alfredo Costa (Fußballspieler) (1921–1989), argentinischer Fußballspieler
- Alfredo Costa Gutiérrez (vor 1894–nach 1920), uruguayischer Politiker
- Alfredo Luís da Costa (1883–1908), portugiesischer Publizist, Journalist und Attentäter
- Alfredo Nobre da Costa (1923–1996), portugiesischer Politiker
- Alves da Costa (1896–1971), portugiesischer Schauspieler
- Ana Costa (1959–2022), portugiesische Filmproduzentin
- Anástacia da Costa (* 1976), osttimoresische Politikerin
- Anderson Costa (* 1984), brasilianischer Fußballspieler
- André da Costa Belo (1957–2018), osttimoresischer Freiheitskämpfer und Politiker
- Andrea Costa (Politiker) (1851–1910), italienischer Politiker und Publizist
- Andrea Costa (Fußballspieler) (* 1986), italienischer Fußballspieler
- Angélica da Costa (* 1967), osttimoresische Politikerin
- Ángela de Oliveira Cézar de Costa (1860–1940), argentinische Friedensaktivistin
- Angelo da Costa (* 1983), brasilianischer Fußballspieler
- Angula Da Costa (* 1987), namibischer Fußballspieler
- António Plácido da Costa (1848–1916), portugiesisch Arzt, Ophthalmologe und Professor
- Anthony Costa (* 1994), australischer Fußballspieler
- Antonella Costa (* 1980), argentinische Schauspielerin
- António Costa (Politiker) (* 1961), portugiesischer und EU-Politiker
- António Costa (Schiedsrichter) (* 1960), portugiesischer Fußballschiedsrichter
- António Costa Pinheiro (1932–2015), portugiesischer bildender Künstler
- Antonino Domingo Costa (vor 1828–nach 1853), uruguayischer Politiker
- Antônio de Macedo Costa (1830–1891), brasilianischer Geistlicher, römisch-katholischer Erzbischof von São Salvador da Bahia
- António Luciano dos Santos Costa (* 1952), portugiesischer Geistlicher, Bischof von Viseu* António Augusto da Costa Mota (1862–1930), portugiesischer Bildhauer
- António Félix da Costa (* 1991), portugiesischer Rennfahrer
- António Francisco da Costa († 1924), portugiesischer Gouverneur von Portugiesisch-Timor
- Antônio Francisco da Costa (Politiker), brasilianischer Politiker
- António Hermenegildo da Costa (* 1969), traditioneller Herrscher von Oecussi (Usif) und Politiker
- António Pereira da Costa (um 1697–1770), portugiesischer Komponist
- António Plácido da Costa (1848–1916), Arzt, Ophthalmologe, Professor der Universität Porto
- António Tomás Amaral da Costa, osttimoresischer Freiheitskämpfer
- António Ximenes da Costa, osttimoresischer Akademiker und Politiker
- António da Costa (Bere Lafaek), osttimoresischer Freiheitskämpfer (Kommandant)
- António da Costa (Derak), osttimoresischer Freiheitskämpfer (Gefreiter)
- António da Costa (Malú/D.Masin), osttimoresischer Freiheitsaktivist
- António da Costa (Murak), osttimoresischer Freiheitskämpfer (Zugführer)
- António da Costa (Topasse), Topasse-Herrscher im 18. Jahrhundert
- Antony Costa (* 1981), britischer Sänger
- Arão Noé da Costa Amaral (* 1955), osttimoresischer Politiker
- Arquimínio Rodrigues da Costa (1924–2016), portugiesischer Geistlicher, römisch-katholischer Bischof von Macau
- Artur da Costa e Silva (1899–1969), brasilianischer Politiker, Präsident 1967 bis 1969
- Augusto da Costa (1920–2004), brasilianischer Fußballspieler
- Artur Ricart da Costa (1924–1996), brasilianischer Marineoffizier
- Augusto César da Costa Mousinho († 1975), portugiesischer Kolonialadministrator und osttimoresischer Politiker, siehe César Mousinho

### B
- Baltazar Costa Rodrigues de Oliveira (* 2000), brasilianischer Fußballspieler
- Beatriz Costa (1907–1996), portugiesische Schauspielerin
- Bernardo da Costa (Herrscher), Herrscher des timoresischen Reiches Amfoan Timau
- Bernardo da Costa (Soldat) (Criz, 1963–2019), osttimoresischer Freiheitskämpfer, Rebell und politischer Berater
- Bernardo da Costa (Berliko Soibada), osttimoresischer Freiheitskämpfer
- Brigida da Costa, osttimoresische Fußballspielerin
- Bruno Costa (Bildhauer) (1890–1966), österreichischer Bildhauer
- Bruno Costa (Fußballspieler) (* 1997), portugiesischer Fußballspieler

### C
- Calisto da Costa (* 1979), osttimoresischer Marathonläufer
- Cândido Costa (* 1981), portugiesischer Fußballspieler
- Carlos Costa (Bankmanager) (* 1949), portugiesischer Ökonom und Bankmanager
- Carlos Costa (Tennisspieler) (* 1968), spanischer Tennisspieler
- Carlos Azpiroz Costa (* 1956), argentinischer Ordensgeistlicher, ehemaliger Generalmagister der Dominikaner, Erzbischof von Bahía Blanca
- Carlos Duarte Costa (1888–1967), Bischof von Botucato und Gründer der Katholisch-Apostolischen Kirche Brasiliens
- Carlos Eduardo Sette Câmara da Fonseca Costa (* 1949), brasilianischer Diplomat
- Carlos Evanir Costa (* 1964), brasilianischer Schachspieler
- Carmen Campos Costa (* 1995), spanische Handballspielerin
- Carole Costa (* 1990), portugiesische Fußballspielerin
- Carolina Costa (* 1984), brasilianische Kamerafrau
- Caroline Costa (* 1996), französische Sängerin und Fernsehmoderatorin
- Catarina Costa (* 1996), portugiesische Judoka
- Catarina Alves Costa (* 1967), portugiesische Dokumentarfilmerin und Anthropologin
- Catrine da Costa (1984), Mordopfer, siehe Mordfall Catrine da Costa
- Cecilia Costa Melgar (* 1992), chilenische Tennisspielerin
- Celestino Rocha da Costa (1938–2010), são-toméischer Politiker
- Charles-Albert Costa de Beauregard (1835–1909), französischer Politiker und Historiker
- Christopher Lima da Costa (* 1988), são-toméischer Leichtathlet
- Claudio Costa (1942–1995), italienischer Objektkünstler, Maler und Graveur
- Claus Costa (* 1984), deutscher Fußballspieler
- Constantin Costa-Gavras (* 1933), griechisch-französischer Filmregisseur, siehe Costa-Gavras
- Cristiano da Costa, osttimoresischer Diplomat und Politiker
- Cristina Yuri Rebelo dos Santos Costa (* 1980), osttimoresische Politikerin
- Cristina D’Ancona Costa (* 1956), italienische Philosophiehistorikerin

### D
- Dan Costa (* 1989), britischer Jazz-Pianist und Komponist
- Daniel Costa (* 1957), uruguayischer Politiker und Unternehmer
- Danny da Costa (* 1993), deutscher Fußballspieler
- David Costa (* 2001), portugiesischer Fußballspieler
- David Da Costa (* 1986), Schweizer Fußballspieler
- Delfim Moreira da Costa Ribeiro (1868–1920), brasilianischer Politiker
- Denílson Costa (* 1968), honduranischer Fußballspieler
- Desidério Costa (* 1934), angolanischer Politiker
- Diego Costa (* 1988), brasilianisch-spanischer Fußballspieler
- Diego Costa (Fußballspieler, 1999) (* 1999), brasilianischer Fußballspieler
- Dino da Costa (1931–2020), brasilianisch-italienischer Fußballspieler und -trainer
- Diogo Costa (* 1999), portugiesisch-schweizerischer Fußballtorhüter
- Diogo Costa (Fußballspieler, 2003) (* 2003), portugiesischer Fußballspieler
- Ditonil da Costa Lima (* 1979), são-toméischer Fußballschiedsrichter
- Dolores Costa, osttimoresische Fußballspielerin
- Dolores Gonçalves Costa (1907–2008), brasilianische Schauspielerin und Komikerin, siehe Dercy Gonçalves
- Domingas da Costa (* 1998), osttimoresische Paralympiateilnehmerin
- Domingo León Costa, uruguayischer Politiker
- Domingos da Costa († 1722), Topasse-Herrscher und Verwalter von Portugiesisch-Timor und Solor
- Domingos da Costa II. (um 1757), Führer des Costa-Clans in Oecusse
- Domingos da Costa III. (Regierungszeit 1893–1896), Topasse-Herrscher in Oecusse
- Domingos da Costa (Politiker) (* 1962), osttimoresischer Politiker
- Domingos da Costa Oliveira (1873–1957), portugiesischer General und Politiker
- Domingos da Costa Ribeiro († 1979), osttimoresischer Politiker und Freiheitskämpfer
- Domingos Alexandre Martins da Costa (* 1979), portugiesischer Fußballspieler, siehe Alex (Fußballspieler, 1979)
- Domingos Alexandre Rodrigo Dias da Costa (* 1982), brasilianischer Fußballspieler, siehe Alex (Fußballspieler, Juni 1982)
- Don Costa (1925–1983), US-amerikanischer Musiker
- Don Costa (Rockmusiker) (1958–2024), US-amerikanischer Rock-Bassist
- Douglas Costa (* 1990), brasilianischer Fußballspieler
- Duarte Costa (Politiker) (* 1988), portugiesischer Politiker (Volt) und Klimaexperte
- Duarte da Costa († um 1560), portugiesischer Diplomat, Politiker und Gouverneur
- Duarte Souto Maior da Costa, Herrscher von Manufahi und Rebell in Portugiesisch-Timor

### E
- Eddie Costa (1930–1962), US-amerikanischer Jazzmusiker
- Elia Dalla Costa (1872–1961), italienischer Geistlicher, Erzbischof von Florenz
- Elton da Costa (* 1979), brasilianischer Fußballspieler
- Emanuel Mendes da Costa (1717–1791), britischer Zoologe
- Emerson Moisés Costa (* 1972), brasilianischer Fußballspieler
- Enrico Costa (Astrophysiker) (* 1944), italienischer Astrophysiker
- Enrico Costa (Bobfahrer) (* 1971), italienischer Bobfahrer
- Ercília Costa (1902–1985), portugiesische Fadosängerin
- Ernesto Gonçalves da Costa (1921–2002), portugiesischer Geistlicher, Bischof von Faro
- Esperança da Costa (* 1961), angolanische Biologin, Hochschullehrerin und Politikerin
- Ethbin Heinrich Costa (1832–1875), slowenischer Historiker und Politiker
- Euclides Zenóbio da Costa, brasilianischer Marschall und Politiker
- Ewandro Costa (* 1996), brasilianischer Fußballspieler

### F
- Fabrizio Costa (* 1954), italienischer Regisseur
- Faustino da Costa (* 1974), osttimoresischer Polizist
- Félix da Costa (Politiker), osttimoresischer Politiker
- Felizarda Marçal da Costa (* 2000), osttimoresische Leichtathletin und Behindertensportlerin
- Fernando Lúcio da Costa (1978–2014), brasilianischer Fußballspieler, siehe Fernandão
- Filipe da Costa (* 1984), portugiesischer Fußballspieler
- Filippo Costa (* 1995), italienischer Fußballspieler
- Filomena Costa (* 1985), portugiesische Langstreckenläuferin
- Filomeno da Costa (* 1998), osttimoresischer Fußballspieler
- Flávio Costa (1906–1999), brasilianischer Fußballspieler und -trainer
- Florentino Ximenes da Costa (* 1977), osttimoresischer Politiker
- Flotilda Sequeira Hermenegildo da Costa, osttimoresische Politikerin
- Francesc Costa i Carrera (1891–1959), katalanischer klassischer Violinist und Musikpädagoge
- Francesco Costa (Fußballspieler) (1888–1928), italienischer Fußballspieler
- Francesco Costa (Nordischer Kombinierer), italienischer Nordischer Kombinierer
- Francesco Costa (Geistlicher) (* 1933), italienischer Ordensgeistlicher
- Francesco Costa (Drehbuchautor), Drehbuchautor
- Francesco Costa (Unternehmer), Automobilunternehmer
- Francesco Costa (Tänzer), italienischer Tänzer
- Francesco Costa (Bobfahrer), italienischer Bobfahrer
- Francisco da Costa (Gouverneur), portugiesischer Gouverneur in Macao
- Francisco Costa (Fußballspieler, I), portugiesischer Fußballspieler
- Francisco Costa Corte-Real († 1943), timoresischer Liurai, bekannt als Nai-Chico
- Francisco da Costa (Freiheitskämpfer), osttimoresischer Freiheitskämpfer
- Francisco Costa (Modeschöpfer) (* 1961), brasilianischer Modeschöpfer
- Francisco da Costa (Politiker, 1967) (* 1967), Kampfname Ikulay, osttimoresischer Politiker
- Francisco Costa (Tennisspieler) (* 1973), brasilianischer Tennisspieler
- Francisco Costa (Handballspieler) (* 2005), portugiesischer Handballspieler
- Francisco Costa (Filmeditor), portugiesischer Filmeditor
- Francisco da Costa Gomes (1914–2001), portugiesischer Marschall und Politiker, Präsident 1974 bis 1976
- Francisco da Costa Guterres, osttimoresischer Politiker
- Francisco da Costa Soares, osttimoresischer Politiker
- Francisco Borja da Costa (1946–1975), osttimoresischer Freiheitskämpfer und Dichter
- Francisco José Fernandes Costa (1867–1925), portugiesischer Politiker
- Francisco José Fernandes Costa (II), portugiesischer Politiker
- Francisco José Rodrigues Costa (* 1974), portugiesischer Fußballspieler, siehe Costinha
- Franco Costa (Bischof) (1904–1977), italienischer Geistlicher, Bischof von Crema
- Franco Costa (Maler) (1934–2015), italienischer Maler und Kostümbildner
- Franz Costa (1861–nach 1941), Schauspieler und Opernsänger (Tenor)
- Frederico Almeida Santos da Costa, osttimoresischer Politiker
- Frederico Benício de Souza e Costa (1875–1948), brasilianischer Ordensgeistlicher, Bischof von Amazonas

### G
- Gabriel Costa (Fußballspieler) (* 1990), uruguayischer Fußballspieler
- Gabriel Da Costa (* 1984), französisch-polnischer Eishockeyspieler
- Gabriel Arcanjo da Costa (* 1954), Politiker aus São Tomé und Príncipe
- Gal Costa (1945–2022), brasilianische Sängerin
- Gaspar da Costa († 1749/1751), Anführer der Topasse in Westtimor
- Gasparo Costa (16. Jahrhundert), italienischer Komponist (Bologna) der Renaissance
- Gil da Costa (Diplomat), osttimoresischer Diplomat
- Gil da Costa Alves (1958–2019), osttimoresischer Politiker und Unternehmer
- Gil da Costa Marques (* 1946), brasilianischer Physiker
- Gil da Costa Monteiro, osttimoresischer Politiker
- Giorgio Da Costa (1920–2009), italienischer Fußballspieler
- Giovana Queiroz Costa (* 2003), brasilianische Fußballspielerin
- Giovanni Costa (Maler) (auch Nino Costa; 1826–1903), italienischer Maler
- Giovanni Costa (Fußballspieler, 1901) (1901–1968), italienischer Fußballspieler
- Giovanni Costa (Fußballspieler, 1917) (1917–1984), italienischer Fußballspieler
- Gonzalo Costa Hoevel (* 1980), argentinischer Windsurfer
- Guilherme Costa (Rugbyspieler), portugiesischer Rugbyspieler
- Guilherme Costa (Schwimmer) (* 1998), brasilianischer Schwimmer
- Guilherme Costa Marques (* 1991), brasilianischer Fußballspieler
- Guilherme Posser da Costa (* 1953), são-toméischer Politiker
- Guttiner Heider Fernando Costa Tenorio (* 1994), brasilianischer Fußballspieler
- Guy Costa (* 1964), Radrennfahrer aus Trinidad und Tobago

### H
- Harry Amorim Costa (1927–1988), brasilianischer Zivilingenieur und Politiker, Gouverneur von Mato Grosso do Sul
- Héctor Costa (1929–2010), uruguayischer Basketballspieler
- Heitor da Silva Costa (1873–1947), brasilianischer Bauingenieur
- Hélder Costa (* 1994), angolanisch-portugiesischer Fußballspieler
- Hélder da Costa, osttimoresischer Politiker, Generalsekretär der g7+-Staaten
- Hélder da Costa (Militär), osttimoresischer Soldat
- Helena Costa (* 1978), portugiesische Fußballspielerin und -trainerin
- Henrique da Costa (* 1972), osttimoresischer Polizist
- Henrique da Costa Mecking (* 1952), brasilianischer Schachspieler und Geistlicher
- Henrique Soares da Costa (1963–2020), brasilianischer Geistlicher, Bischof von Palmares
- Heribert Barrera i Costa (1917–2011), spanischer Politiker
- Herminio da Costa (* 1949), Milizenführer in Osttimor
- Hernani da Costa Braga (1888–1948), brasilianischer Komponist, Pianist und Dirigent, siehe Ernani Braga
- Hildebrando Mendes Costa (* 1926), brasilianischer Geistlicher, Bischof von Estância
- Hipólito da Costa (1774–1823), brasilianischer Journalist und Diplomat
- Hugo Hermenegildo da Costa, Führer der Topasse und Herrscher von Oecusse
- Hyuri Henrique de Oliveira Costa (* 1991), brasilianischer Fußballspieler

### I
- Ilídio Ximenes da Costa (* 1968), osttimoresischer Politiker
- Indio da Costa (* 1970), brasilianischer Anwalt und Politiker (Democratas)
- Ippolito Costa (1506–1561), italienischer Maler
- Isaäc da Costa (1798–1860), holländischer Dichter und Schriftsteller

### J
- Jacinta Correia da Costa, osttimoresische Juristin
- Jacob Mendes Da Costa (1833–1900), US-amerikanischer Arzt
- Jaime Costa (* 1942), uruguayischer Filmkritiker
- Jair da Costa (1940–2025), brasilianischer Fußballspieler
- Jamie Costa (* 1990), US-amerikanischer Schauspieler, Synchronsprecher, Autor und Regisseur
- Janira Martins Costa (1941–2018), brasilianische Entomologin, Hochschullehrerin und Museumsdirektorin
- Jaume Costa (* 1988), spanischer Fußballspieler
- Jean Costa (1924–2013), französischer Organist
- Jean-Paul Costa (1941–2023), französischer Jurist
- Jefferson Costa (* 1979), brasilianischer Illustrator und Comiczeichner
- Jerónimo Costa (General) (1808–1856), argentinischer General
- Jerónimo Costa (Maler) (1880–1967), chilenischer Maler
- Jim Costa (* 1952), US-amerikanischer Politiker
- Joana Costa (* 1981), brasilianische Stabhochspringerin
- Joanico da Costa, indonesischer Unteroffizier und osttimoresischer Milizionär
- João Costa (Fechter) (1920–2010), portugiesischer Fechter
- João Costa (Politiker) (* 1972), portugiesischer Politiker
- João Costa (Fußballspieler, 1996) (* 1996), portugiesischer Fußballspieler
- João Costa (Fußballspieler, 2000) (* 2000), portugiesischer Fußballspieler
- João Costa (Fußballspieler, 2005) (* 2005), portugiesischer Fußballspieler
- João Costa (Schwimmer) (* 2001), portugiesischer Schwimmer
- João Costa (Sportschütze) (* 1964), portugiesischer Sportschütze
- João Batista Costa (1902–1996), brasilianischer Ordensgeistlicher, Bischof von Porto Velho
- João Batista Portocarrero Costa (1904–1959), brasilianischer Geistlicher, Koadjutorerzbischof von Olinda e Recife
- João Bénard da Costa (1935–2009), portugiesischer Filmhistoriker
- João José da Costa (* 1958), brasilianischer Geistlicher, Erzbischof von Aracaju
- João Paulo da Costa Rangel (* 1981), osttimoresischer Diplomat
- João Resende Costa (1910–2007), brasilianischer Ordensgeistlicher, Erzbischof von Belo Horizonte
- João da Costa Tavares (1931–2009), indonesisch-osttimoresischer Milizionär und Politiker
- Joaquim da Costa Guterres († 1946), osttimoresischer Lokalherrscher
- Joaquim José da Costa de Macedo (1777–1867), portugiesischer Gelehrter
- Joaquim Pena i Costa (1873–1944), katalanischer Musikwissenschaftler und Musikkritiker
- Joaquín Costa (1846–1911), spanischer Politiker, Jurist, Ökonomist und Historiker
- Joe Costa (* 1992), australischer Fußballspieler
- Johnny Costa (1922–1996), US-amerikanischer Jazzmusiker
- Jordan da Costa (1932–2012), brasilianischer Fußballspieler
- Jorge da Costa (1406–1508), portugiesischer Geistlicher, Erzbischof von Lissabon und Kardinal der Römischen Kirche
- Jorge Costa (* 1971), portugiesischer Fußballspieler
- Jorge Ferreira da Costa Ortiga (* 1944), portugiesischer Geistlicher, Erzbischof von Braga, siehe Jorge Ortiga
- Jorge Nuno Pinto da Costa (1937–2025), portugiesischer Fußballfunktionär, Präsident des FC Porto
- Jorge Paixão da Costa (* 1954), portugiesischer Regisseur
- Jorge Sousa Costa (1928–2021), portugiesischer Schauspieler
- José Costa (Basketballspieler) (* 1973), portugiesischer Basketballspieler
- José da Costa Nunes (1880–1976), portugiesischer Kardinal
- José da Costa (Freiheitskämpfer) (1927–1980), osttimoresischer Freiheitskämpfer
- Mau Hodu (José Amancio da Costa), osttimoresischer Freiheitskämpfer
- José Amir da Costa Dornelles (* 1953), brasilianischer Diplomat
- José da Costa Soares (* 1960), osttimoresischer Offizier und Freiheitskämpfer
- José Alberto Costa (* 1953), portugiesischer Fußballspieler und -trainer
- José Alves da Costa (1939–2012), brasilianischer Ordensgeistlicher, römisch-katholischer Bischof von Corumbá
- José Carlos da Costa Araújo (1962–2009), brasilianischer Fußballtorwart, siehe Zé Carlos (Fußballspieler, 1962)
- José Costa Campos (1918–1997), brasilianischer Geistlicher, römisch-katholischer Bischof von Divinópolis
- José Filipe Costa, portugiesischer Filmregisseur und Drehbuchautor
- José Fonseca e Costa (1933–2015), portugiesischer Filmregisseur
- José Gonçalves da Costa (1914–2001), brasilianischer Ordensgeistlicher, katholischer Bischof
- José Luis Costa (José Luis Costa Cenzano; 1909–1986), spanischer Fußballspieler und -trainer
- José Márcio da Costa (* 1983), brasilianischer Fußballspieler, siehe Márcio Mossoró
- José Costa (Segler) (* 1984), portugiesischer Segler
- Josefina Costa (* 1966), uruguayische Sängerin (Sopran)
- Josep Costa i Vila (* 1953), katalanischer Maler
- Josep Costa Sobrepera (* 1937), katalanischer Maler
- Joseph Mendes da Costa (1863–1939), niederländischer Bildhauer
- Juan Carlos Costa, uruguayischer Politiker
- Juan Francisco Costa (* 1947), uruguayischer Schriftsteller
- Julia Costa (1926–2011), deutsche Schauspielerin und Synchronsprecherin
- Júlia da Costa (1844–1911), brasilianische Dichterin
- Juliano da Costa (* 1981), osttimoresischer Fußballspieler
- Júlio César Rocha Costa (* 1980), brasilianischer Fußballspieler, siehe Júlio César (Fußballspieler, Mai 1980)
- Júlio Sarmento da Costa (1959–2024), osttimoresischer Politiker

### K
- Karl Costa (1832–1907), österreichischer Schriftsteller und Librettist
- Kasula da Costa, ghanaischer Fußballspieler
- Keila Costa (* 1983), brasilianische Leichtathletin
- Kissya da Costa (* 1982), brasilianische Ruderin

### L
- Laércio Gomes Costa (* 1990), brasilianischer Fußballspieler
- Laia Costa (* 1985), spanische Schauspielerin
- Lamberto Dalla Costa (1920–1982), italienischer Bobfahrer
- Lasset Costa (* 1986), são-toméischer Fußballspieler
- Leonardo Costa (* 2008), deutscher Schachspieler
- Liza da Costa (* 1968), indisch-portugiesische Sängerin und Komponistin
- Lorenzo Costa der Ältere (1460–1535), italienischer Maler
- Lorenzo Costa il Giovane (1537–1583), italienische Maler der Renaissance
- Lucas da Costa (1952–2019), osttimoresischer Unabhängigkeitsaktivist, Politiker und Universitätsprofessor
- Lucas Conceição Costa (* 1999), brasilianischer Sprinter
- Lúcio Costa (1902–1998), brasilianischer Architekt
- Ludovico Costa (1699–1772), italienischer General und Politiker
- Luís Antônio Corrêa da Costa (* 1966), brasilianischer Fußballspieler, siehe Müller (Fußballspieler, Brasilien)
- Luisa da Costa, osttimoresische Politikerin
- Luísa Costa Dias (1956–2011), portugiesische Fotografin

### M
- Maikel Daniel Costa (* 1988), brasilianischer Fußballspieler
- Manuel da Costa (Theologe) (auch Emanuel Acosta; 1541–1604), portugiesischer Jesuit, Theologe und Schriftsteller
- Manuel da Costa (Fußballspieler, 1916) (* 1916; † unbekannt), portugiesischer Fußballspieler
- Manuel Costa (Radsportler) (* 1921), spanischer Radsportler
- Manuel da Costa (Reiter) (1946–2014), portugiesischer Springreiter
- Manuel Costa (Karateka), uruguayischer Karateka
- Manuel da Costa (Fußballspieler, 1986) (* 1986), portugiesisch-marokkanischer Fußballspieler
- Manuel da Costa Guterres (* 1968), osttimoresischer Politiker
- Manuel Costa e Silva (1938–1999), portugiesischer Kameramann und Filmregisseur
- Manuel Cárceres da Costa, osttimoresischer Politiker und Schriftsteller
- Manuel Correia da Costa (1926–2020), portugiesischer Sportschütze
- Manuel Franco da Costa de Oliveira Falcão (1922–2012), emeritierter Bischof von Beja
- Manuel Franklin da Costa (1921–2003), angolanischer Geistlicher, Erzbischof von Lubango
- Manuel Gaspar da Costa (* 1989), angolanischer Fußballspieler
- Manuel José de Meneses Fernandes Costa (* 1893), portugiesischer Offizier und Kolonialverwalter
- Manuel Leal da Costa Lobo († 2013), portugiesischer Stadtplaner
- Manuel de Oliveira Gomes da Costa (1863–1929), portugiesischer General und Politiker
- Manuel Pereira da Costa (1915–2006), brasilianischer Geistlicher, Bischof von Campina Grande
- Manuel Pinto da Costa (* 1937), são-toméischer Politiker
- Manuel Saturnino da Costa (1942–2021), guinea-bissauischer Politiker
- Marcelino da Costa (* 1983), osttimoresischer Fußballspieler
- Marcelo Costa Almeida (Marcelo Carioca; * 1970), brasilianischer Fußballspieler
- Marcelo de Freitas Costa (* 1994), brasilianischer Fußballspieler, siehe Marcelo Freitas
- Marcelo Pereira da Costa (Marcelo Costa; * 1980), brasilianischer Fußballspieler
- Marcelo Gonçalves Costa Lopes (* 1966), brasilianischer Fußballspieler
- Marcial Simões de Freitas e Costa (1891–1944), portugiesischer Ingenieur, Architekt und Geschäftsmann
- Marco Costa (* 1992), italienischer Filmeditor
- Marcos dos Reis da Costa, osttimoresischer Diplomat
- Maria Della Costa (1926–2015), brasilianische Schauspielerin und Produzentin
- Maria Costa (Dichterin) (1926–2016), italienische Dichterin
- María Gomes Da Costa (* 1999), spanische Handballspielerin
- Maria José da Costa, osttimoresische Politikerin
- Maria Ludovica Costa (* 2000), italienische Ruderin
- Maria Máñez Costa (* 1970), spanisch-deutsche Geographin
- Maria da Paixão da Costa (* 1960), osttimoresische Politikerin
- Maria Maia dos Reis e Costa (* 1958), osttimoresische Politikerin
- Marília Oliveira da Costa, osttimoresische Menschenrechtlerin
- Mario Costa (Regisseur) (1910–1995), italienischer Filmregisseur
- Mário Costa (Radsportler) (* 1985), portugiesischer Radrennfahrer
- Mário Costa (Musiker) (* 1986), portugiesischer Schlagzeuger
- Mario Pasquale Costa (1858–1933), italienischer Komponist, Pianist und Sänger (Tenor)
- Mário Sérgio Santos Costa (* 1990), brasilianischer Fußballspieler, siehe Marinho (Fußballspieler, 1990)
- Marlenis Costa (* 1973), kubanische Volleyballspielerin
- Martim Costa (* 2002), portugiesischer Handballspieler
- Martin Costa (1895–1974), österreichischer Schauspieler und Schriftsteller
- Martinho da Costa Lopes (1918–1991), osttimoresischer Geistlicher und Menschenrechtler, Bischof von Dili
- Mary Costa (* 1930), US-amerikanische Sängerin, Schauspielerin und Synchronsprecherin
- Massimo Costa (Schwimmer), italienischer Schwimmer
- Massimo Costa (Regisseur) (1951–2004), italienischer Kulturschaffender und Regisseur
- Mateus da Costa († 1673), portugiesischer Generalkapitän von Timor und Topasse-Herrscher
- Mateus da Costa (Liurai) († nach 1709), Liurai von Viqueque, Osttimor
- Mateus da Costa (Freiheitskämpfer), osttimoresischer Freiheitskämpfer
- Mateus Galiano da Costa (* 1984), angolanischer Fußballspieler
- Matt Costa (* 1982), US-amerikanischer Sänger und Songschreiber
- Mauro Sérgio da Fonseca Costa Couto (1934–1995), brasilianischer Diplomat
- Melanie Costa (* 1989), spanische Schwimmerin
- Michele Costa (1808–1884), italienisch-britischer Komponist und Dirigent
- Miguel da Costa (* 1995), são-toméischer Fußballspieler
- Miguel Ferreira da Costa (* 1954), brasilianischer Bischof
- Milton da Costa (* 1948), portugiesischer Mikrobiologe
- Miquel Costa i Llobera (1854–1922), spanischer Schriftsteller und Theologe
- Moises Frumencio da Costa Gomez (1907–1966), Politiker der Niederländischen Antillen
- Moses M. Costa (1950–2020), bangladeschischer Geistlicher, Bischof von Chittagong

### N
- Narbal da Costa Stencel (1925–2003), brasilianischer Geistlicher, Weihbischof in São Sebastião do Rio de Janeiro
- Natália Pedro da Costa Umbelina Neto (* 1951), Politikerin in São Tomé und Príncipe
- Nelson Gonçalves da Costa (* 1982), deutsch-portugiesischer Fußballspieler
- Nicolas Costa (* 1991), brasilianischer Automobilrennfahrer
- Nicanor Costa Méndez (1922–1992), argentinischer Politiker und Diplomat
- Nikka Costa (* 1972), US-amerikanische Sängerin
- Nino Costa (1826–1903), italienischer Maler, siehe Giovanni Costa (Maler)
- Nino Costa (Dichter) (1886–1945), italienischer Dichter
- Noel DaCosta (1929–2002), US-amerikanischer Komponist
- Nuno da Costa (* 1991), kapverdisch-französischer Fußballspieler
- Nyeme Costa (* 1998), brasilianische Volleyballspielerin

### O
- Odete Víctor da Costa, osttimoresische Politikerin und Bauingenieurin
- Olga Costa (geb. Olga Kostakowsky; 1913–1993), mexikanische Künstlerin russischer Herkunft
- Orlando da Costa (Schriftsteller) (1929–2006), portugiesischer Schriftsteller und Politiker
- Orlando da Costa (Freiheitsaktivist), osttimoresischer Freiheitsaktivist
- Oronzo Gabriele Costa (1787–1867), italienischer Zoologe
- Oscarino Costa Silva (1907–1990), brasilianischer Fußballnationalspieler
- Osório Costa (* 1966), osttimoresischer Politiker
- Osvaldo Costa de Lacerda (1927–2011), brasilianischer Komponist und Musikpädagoge, siehe Osvaldo Lacerda
- Ottilie Costa (1877–nach 1913), österreichische Opernsängerin (Alt), siehe Ottilie Fellwock

### P
- Pablo Costa (* 1981), honduranischer Tennisspieler
- Paolo Costa (* 1943), italienischer Politiker
- Pau Costa (1672–1727), katalanischer Bildhauer
- Paul Costa (* 1971), australischer Freestyle-Skier
- Paulinho da Costa (* 1948), brasilianischer Musiker
- Paulino da Costa (* 1979), são-toméischer Fußballspieler
- Paulinus Costa (1936–2015), bangladeschischer Geistlicher, Erzbischof von Dhaka
- Paulo Cezar Costa (* 1967), brasilianischer Geistlicher und römisch-katholischer Erzbischof von Brasília
- Pedro Costa (Regisseur) (* 1959), portugiesischer Filmregisseur
- Pedro da Costa Leal († 1625), portugiesischer Geistlicher
- Pedro Costa Musté (1941–2016), spanischer Filmregisseur
- Pedro Henrique Campos da Costa (* 2003), brasilianischer Fußballspieler
- Pedro Henrique Estumano da Costa (* 1991), brasilianisch-portugiesischer Fußballspieler
- Pedro dos Mártires da Costa (1957–2017), osttimoresischer Politiker
- Pedro Francisco Da Costa Alvarenga (1826–1883), brasilianisch-portugiesischer Mediziner
- Pedro Marcos Ribeiro da Costa (1921–2010), angolanischer Geistlicher, Bischof von Sauri
- Peter Costa (* 1984), indischer Fußballspieler
- Petra Costa (* 1983), brasilianische Dokumentarfilmerin
- Pier Francesco Costa (1544–1625), italienischer Geistlicher, päpstlicher Diplomat und Bischof von Savona
- Piero Costa (1913–1975), italienischer Regisseur und Drehbuchautor
- Pietro Costa (1849–1901), italienischer Bildhauer
- Pietro Francesco Costa (1594–1654), italienischer Geistlicher und Bischof von Albenga

### Q
- Quitéria da Costa, osttimoresische Politikerin

### R
- Raffaele Costa (* 1936), italienischer Politiker
- Ramiro Costa (* 1992), argentinischer Fußballspieler
- Real de Costa Arujo, osttimoresischer Fußballspieler
- Rebecca Da Costa, brasilianische Schauspielerin
- Reinaldo Elias da Costa (* 1984), brasilianischer Fußballspieler
- Renan Costa (* 1995), brasilianischer Fußballspieler
- Renata Costa (* 1986), brasilianische Fußballspielerin
- Renato Costa (1948–2023), brasilianischer Fußballspieler
- Ricardo Costa (Filmemacher) (1940–2021), portugiesischer Filmemacher
- Ricardo Costa (Handballspieler) (* 1976), portugiesischer Handballspieler und -trainer
- Ricardo Costa (Fußballspieler) (* 1981), portugiesischer Fußballspieler
- Robert Costa (Politiker) (* 1958), US-amerikanischer Politiker
- Robert Costa (Journalist), US-amerikanischer Journalist und Schriftsteller
- Robert Costa (Fußballspieler) (* 1994), spanischer Fußballspieler
- Roberto Costa (* 1954), brasilianischer Fußballspieler
- Roberto Lopes da Costa (* 1966), brasilianischer Beachvolleyballspieler
- Rodrigo da Costa (Kolonialgouverneur) (1657–1722), portugiesischer Kolonialgouverneur
- Rodrigo da Costa (Beamter) (* 1978), portugiesischer Luftfahrtingenieur und EU-Beamter
- Rodrigo Barbosa Costa (* 1975), brasilianischer Fußballspieler
- Rogério Oliveira da Costa (1976–2006), brasilianisch-mazedonischer Fußballspieler
- Romolo Costa (1897–1965), italienischer Schauspieler
- Ronaldo da Costa (* 1970), brasilianischer Marathonläufer
- Roque Costa Souza (* 1966), brasilianischer Geistlicher, Weihbischof in Rio de Janeiro
- Rosalvo Costa Rêgo (1891–1954), brasilianischer Geistlicher, Weihbischof in Rio de Janeiro
- Rosanna Costa (* 1957), chilenische Wirtschaftswissenschaftlerin und Bankmanager
- Rui Costa (Politiker) (Rui Costa dos Santos; * 1963), brasilianischer Politiker
- Rui Costa (Fußballspieler) (Rui Manuel César Costa; * 1972), portugiesischer Fußballspieler
- Rui Costa (Schiedsrichter) (Rui Manuel Gomes Costa; * 1976), portugiesischer Fußballschiedsrichter
- Rui Costa (Radsportler) (Rui Alberto Faria da Costa; * 1986), portugiesischer Radrennfahrer
- Rui Costa Reis (* 1968), angolanischer Unternehmer und Hollywood-Filmproduzent

### S
- Sam Costa (1910–1981), britischer Pianist, Sänger und Radiomoderator
- Samú Costa (* 2000), portugiesischer Fußballspieler
- Samuel Costa (* 1992), italienischer Nordischer Kombinierer
- Santiago da Costa (Santiago Xavier José da Costa, * 1999), osttimoresischer Fußballspieler
- Serban-Dan Costa (* 1955), deutscher Gynäkologe und Geburtshelfer
- Sergio Costa (Politiker) (* 1959), italienischer Politiker und Umweltminister
- Sergio Costa (Physiker) (1935–2006), italienischer Physiker und Hochschullehrer
- Sergio Costa (Rechtswissenschaftler) (1904–1981), italienischer Rechtswissenschaftler, Hochschullehrer und Rektor
- Sérgio Costa (* 1962), Professor für Soziologie Lateinamerikas an der Freien Universität Berlin
- Sérgio Correia da Costa (1919–2005), brasilianischer Diplomat
- Sérgio Gama da Costa Lobo (* 1958), osttimoresischer Mediziner und Politiker, siehe Sérgio Lobo
- Sérgio de Jesus Fernandes da Costa Hornai, osttimoresischer Jurist
- Silvia Costa (Politikerin) (* 1949), italienische Journalistin und Politikerin
- Silvia Costa (Hochspringerin) (* 1964), kubanische Hochspringerin
- Silvia Costa (Regisseurin) (* 1984), italienische Regisseurin und Bühnenbildnerin
- Stéphane Da Costa (* 1989), französisch-polnischer Eishockeyspieler
- Steven Da Costa (* 1997), französischer Karateka
- Susana Costa (* 1984), portugiesische Leichtathletin

### T
- Teddy Da Costa (* 1986), französisch-polnischer Eishockeyspieler
- Thiago dos Santos Costa (* 1983), brasilianischer Fußballspieler
- Tibúrcio da Costa Neves (1953–1989), Unabhängigkeitskämpfer
- Tino Costa (* 1985), argentinischer Fußballspieler
- Tito Cristovão da Costa (* 1952), osttimoresischer Widerstandskämpfer und Offizier, siehe Lere Anan Timur
- Tomás Costa (* 1985), argentinischer Fußballspieler
- Túlio Humberto Pereira da Costa (* 1969), brasilianischer Fußballspieler

### U
- Uriel da Costa (auch Uriel Acosta, Gabriel da Costa; 1585–1640), jüdischer Philosoph und Theologiekritiker

### V
- Vagner Pereira Costa (* 1987), brasilianischer Fußballspieler
- Valter Costa (* 1949), portugiesischer Fußballspieler
- Vasco Almeida e Costa (1932–2010), portugiesischer Marineoffizier und Politiker
- Vasco Vieira da Costa (1911–1982), portugiesischer Architekt
- Vicente Costa (* 1947), maltesischer Geistlicher, Bischof von Jundiaí
- Vicente F. Costa, uruguayischer Politiker
- Victor Costa (* 1982), tansanischer Fußballspieler
- Vidal da Costa (1959–2021), osttimoresischer Unabhängigkeitsaktivist
- Vinicius Costa (* 1983), brasilianischer Squashspieler
- Virgilio da Costa Hornai (* 1973), osttimoresischer Politiker
- Vítor da Costa (1951–2020), osttimoresischer Politiker
- Vittorio Amedeo Costa (1698–1777), piemontesischer General, Gouverneur und Vizekönig
- Voctor da Costa Filipe (* 1976), osttimoresischer Fußballspieler

### W
- Walin Obeb da Costa, guinea-bissauischer Fußballspieler
- Wando da Costa Silva (* 1980), brasilianischer Fußballspieler
- Wanderson Costa Viana (* 1994), brasilianischer Fußballspieler
- Wellington Cabral Costa (* 1996), brasilianischer Fußballspieler
- Wilson da Costa (* 1980), bahamaischer Fußballschiedsrichter

### Y
- Yamandu Costa (* 1980), brasilianischer Gitarrist

### Z
- Zacarias da Costa (* 1964), osttimoresischer Politiker